# ФК «Крылья Советов» Куйбышев в сезоне 1972
Сезон 1972 — 28-й сезон «Крыльев Советов», в том числе 6-й сезон во втором по значимости дивизионе СССР. По итогам чемпионата команда заняла 4-е место.

## Чемпионат СССР (первая лига)

### Турнирная таблица
| Место | Команда                   | И  | В  | Н  | П  | Мячи  | О  |
| ----- | ------------------------- | -- | -- | -- | -- | ----- | -- |
| 1     | «Пахтакор» Ташкент        | 38 | 24 | 7  | 7  | 74-36 | 55 |
| 2     | «Шахтёр» Донецк           | 38 | 19 | 13 | 6  | 57-21 | 51 |
| 3     | «Черноморец» Одесса       | 38 | 20 | 8  | 10 | 67-36 | 48 |
| 4     | Крылья Советов (Куйбышев) | 38 | 14 | 17 | 7  | 50-35 | 45 |
| 5     | «Торпедо» Кутаиси         | 38 | 19 | 6  | 13 | 49-32 | 44 |

### Результаты матчей
| 06 апреля 1972 1 тур | Памир (Душамбе) | 0:0 | Крылья Советов (Куйбышев) |  |

| 10 апреля 1972 2 тур | Алга (Фрунзе) | 1:1 | Крылья Советов (Куйбышев) |  |

| 17 апреля 1972 3 тур | Крылья Советов (Куйбышев) | 2:2 | «Кривбасс» Кривой Рог |  |

| 21 апреля 1972 4 тур | Крылья Советов (Куйбышев) | 2:2 | «Металлург» Запорожье |  |

| 28 апреля 1972 5 тур | «Металлист» Харьков | 2:2 | Крылья Советов (Куйбышев) |  |

| 03 мая 1972 6 тур | «Динамо» Ленинград | 0:0 | Крылья Советов (Куйбышев) |  |

| 12 мая 1972 8 тур | «Звезда» Пермь | 0:0 | Крылья Советов (Куйбышев) |  |

| 19 мая 1972 9 тур | Крылья Советов (Куйбышев) | 1:0 | «Шахтёр» Донецк |  |

| 23 мая 1972 10 тур | Крылья Советов (Куйбышев) | 2:2 | «Торпедо» Кутаиси |  |

| 31 мая 1972 11 тур | «Спартак» Орджоникидзе | 0:0 | Крылья Советов (Куйбышев) |  |

| 04 июня 1972 12 тур | «Автомобилист» Нальчик | 1:1 | Крылья Советов (Куйбышев) |  |

| 10 июня 1972 13 тур | «Шахтёр» Караганда | 1:1 | Крылья Советов (Куйбышев) |  |

| 14 июня 1972 14 тур | Крылья Советов (Куйбышев) | 1:0 | «Уралмаш» Свердловск |  |

| 21 июня 1972 15 тур | Крылья Советов (Куйбышев) | 1:0 | «Шинник» Ярославль |  |

| 25 июня 1972 16 тур | Крылья Советов (Куйбышев) | 2:0 | «Текстильщик» Иваново |  |

| 03 июля 1972 17 тур | «Черноморец» Одесса | 5:0 | Крылья Советов (Куйбышев) |  |

| 07 июля 1972 18 тур | «Нистру» Кишинев | 2:1 | Крылья Советов (Куйбышев) |  |

| 14 июля 1972 19 тур | Крылья Советов (Куйбышев) | 0:1 | «Строитель» Ашхабад |  |

| 18 июля 1972 20 тур | Крылья Советов (Куйбышев) | 0:1 | «Пахтакор» Ташкент |  |

| 25 июля 1972 21 тур | «Металлург» Запорожье | 1:1 | Крылья Советов (Куйбышев) |  |

| 29 июля 1972 22 тур | «Кривбасс» Кривой Рог | 1:0 | Крылья Советов (Куйбышев) |  |

| 04 августа 1972 23 тур | Крылья Советов (Куйбышев) | 1:1 | «Памир» Душанбе |  |

| 08 августа 1972 24 тур | Крылья Советов (Куйбышев) | 1:1 | «Алга» Фрунзе |  |

| 15 августа 1972 25 тур | «Торпедо» Кутаиси | 0:1 | Крылья Советов (Куйбышев) |  |

| 19 августа 1972 26 тур | «Шахтёр» Донецк | 0:0 | Крылья Советов (Куйбышев) |  |

| 27 августа 1972 27 тур | Крылья Советов (Куйбышев) | 5:1 | «Шахтёр» Караганда |  |

| 07 сентября 1972 29 тур | Крылья Советов (Куйбышев) | 5:1 | «Динамо» Ленинград |  |

| 11 сентября 1972 30 тур | Крылья Советов (Куйбышев) | 1:0 | «Металлист» Харьков |  |

| 19 сентября 1972 31 тур | «Текстильщик» Иваново | 0:2 | Крылья Советов (Куйбышев) |  |

| 23 сентября 1972 32 тур | «Шинник» Ярославль | 0:2 | Крылья Советов (Куйбышев) |  |

| 30 сентября 1972 33 тур | Крылья Советов (Куйбышев) | 3:0 | «Нистру» Кишинев |  |

| 04 октября 1972 34 тур | Крылья Советов (Куйбышев) | 2:1 | «Черноморец» Одесса |  |

| 10 октября 1972 35 тур | «Пахтакор» Ташкент | 3:2 | Крылья Советов (Куйбышев) |  |

| 14 октября 1972 36 тур | «Строитель» Ашхабад | 1:1 | Крылья Советов (Куйбышев) |  |

| 20 октября 1972 37 тур | Крылья Советов (Куйбышев) | 3:1 | «Спартак» Орджоникидзе |  |

| 24 октября 1972 38 тур | Крылья Советов (Куйбышев) | 2:0 | «Автомобилист» Нальчик |  |

| 31 октября 1972 39 тур | «Уралмаш» Свердловск | 2:0 | Крылья Советов (Куйбышев) |  |

| 04 ноября 1972 40 тур | Крылья Советов (Куйбышев) | 1:1 | «Звезда» Пермь |  |

## Кубок СССР
| 29 февраля 1972 | Крылья Советов | 0:0         | Локомотив (Москва) | Сочи |
|                 |                | аннулирован |                    |      |

| 4 марта 1972 | Локомотив (Москва) | 1:1 | Крылья Советов | Хоста                                                              |
|              |                    |     | Аряпов         | Стадион: футбольное поле при пансионате Московской железной дороги |

| 12 марта 1972 | Крылья Советов | 0:3         | Локомотив (Москва) | Сочи |
|               |                | переигровка |                    |      |

## Товарищеский матч
| 4 сентября 1972 | Крылья Советов | 2:0 | Торпедо (Москва) | Куйбышев           |
| 19:00           |                |     |                  | Стадион: Металлург |